# スロベニアの交通
スロベニアの交通では、スロベニアの交通に関して示す。

## 鉄道
総路線長:1,229 km、スロベニア鉄道によって運行
標準軌:1,229 km 1.435メートル軌間 (電化路線 503.5 km) (2004年)
既存のスロベニアの鉄道は、主に19世紀に建設されたため、時代遅れであり、高速道路ネットワークには太刀打ちできません。 スロベニアの鉄道ネットワークの保守と近代化は、財政資産の不足により怠られており、ボトルネックが生じています。 それでもなお、高速道路網の完成に伴い、活気を取り戻しつつあります。 スロベニア鉄道会社は、1,229 km (764マイル) の1,435 mm (4フィート8 1/2インチ) 標準軌道を運営しており、331 km (206マイル) は複線で、国内のすべての地域に達しています。 ネットワークは幹線と地方線で構成されています。 電化は3 kV直流システムで行われており、外国の鉄道路線との接続部分を除くと、503.5 km (312.9マイル) をカバーしています。 時代遅れのインフラのために、スロベニアにおける鉄道貨物輸送の割合は減少傾向にありますが、絶対的にはわずかに増加しています。 1990年代の大幅な減少の後、鉄道旅客輸送は回復しています。 スロベニア国内では、パンヨーロッパ鉄道回廊VおよびX、ならびにいくつかのE-鉄道（E65、E67、E69、およびE70）が交差しています。 スロベニアのすべての国際通過列車はリュブリャナ鉄道ハブを通り、すべての国際旅客列車はそこで停車します。 2018年時点で、ディヴァーチャ-コペル鉄道の改修のために最初の入札が行われる予定です。

### 周辺諸国との鉄道の乗り入れ
- イタリア - yes
- クロアチア - yes
- ハンガリー - yes
- オーストリア - yes

## 自動車道路
総延長:20,155 km
舗装済18,381 km (高速道路 442 km を含む)
未舗装:1,774 km (2004年)

### 自動車道の一覧
- A1
  - Route: シェンティリ (オーストリアとの国境) - マリボル - ツェリェ - リュブリャナ (A2, H3) - ポストイナ - Razdrto (H4) - ディヴァーチャ (A3) - コペル (H5)
  - 詳細: https://www.motorways-exits.com/europe/slo/a1.html
- A2
  - Route: Karavanke Tunnel (オーストリアとの国境) - クラーニ - リュブリャナ (A1, H3) - ノヴォ・メスト - Obrežje (クロアチアとの国境)
  - 詳細: https://www.motorways-exits.com/europe/slo/a2.html

## パイプライン
原油 11 km; 天然ガス 2,526 km (2003)

## 港湾施設
- イゾラ
- コペル
- ピラン

## 空港
- 航空路線: 44 (2004)

- スロベニアの空港一覧: 15 (2004)
  - リュブリャナ空港  - 首都リュブリャナの空港。

### 舗装済滑走路の空港
計:6
3,047 m以上: 1
2,438 ～ 3,047 m: 1
1,524 ～ 2,437 m: 1
914 ～ 1,523 m: 2
914 m未満: 1
(2004年)

### 未舗装滑走路の空港
計: 8
1,524 ～ 2,437 m: 2
914 ～ 1,523 m: 2
914 m未満: 4
(2004年)